# ソルヴァルド・コズラーンスソン

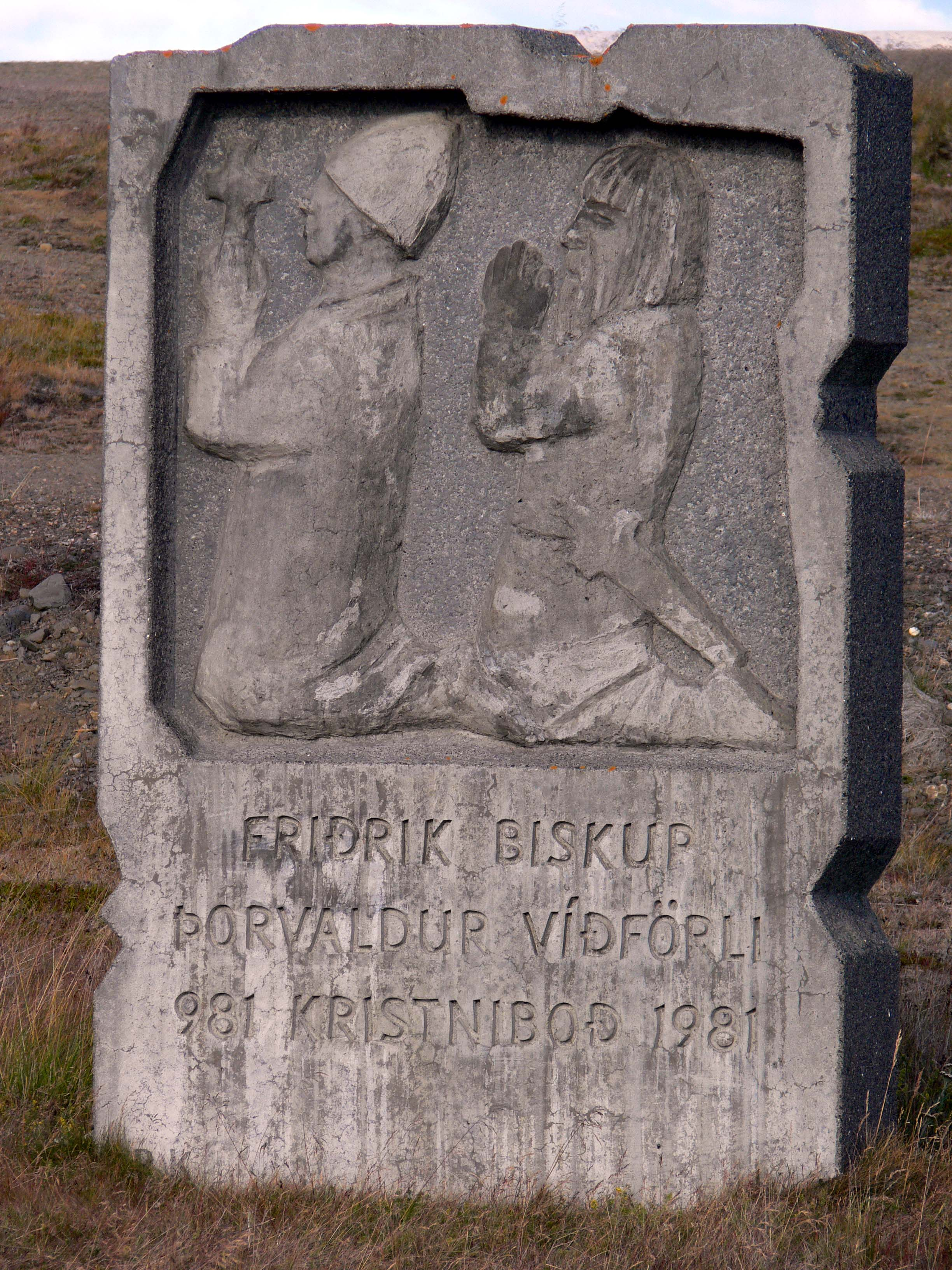
アイスランドにある、ソルヴァルドゥルとフリズリク（フルズレク）の記念碑

ソルヴァルド・コズラーンスソン（古ノルド語: Þorvaldr Koðránsson、ベラルーシ語: Торвальд Кодрансан、10- 11世紀）は、アイスランド出身の伝説的なキリスト教の宣教師かつ旅行家。
大陸に渡りドイツ人（フランク人）のフリズレク（フリードリヒ）司教の知己を得て洗礼を受け、981–986年、二人で特に北部アイスランドのキリスト教化を初めて試みたが、あまり成果は無く、命を狙われて逃避した 。
のちビザンツ帝国から任命されロシア方面にわたり、パルテスキャ（現ベラルーシ北部の市・ポラツク。当時ポロツク公国の首都ポロツク）に洗礼者ヨハネ修道院を建設したとされる。
ソルヴァルド・ヴィーズフェルリまたは「遠路の旅人」ソルヴァルドル（Þorvaldr inn víðfǫrli）とも呼ばれる。

## 文献
ソルヴァルドの宣教師としての活躍、および冒険譚は、アイスランドの『キリスト教のサガ』や「ソルヴァルド・ヴィーズフェルリの話」、Þorvalds þáttr víðförla）にみつかる。この「ソルヴァルドの話」（サットル）は、『オーラヴ・トリュグヴァッソンの最大のサガ』の一部をそう呼んだものであるが、《フラート島本》にもその抄本が書写されている。だが、これら「サガ」や「話」が語るストーリーは、史実的には信憑性がうすいとされる。 
『アイスランド人の書』（第8章）をみても、フリズレク司教が来訪したことは記載されるが、なんら詳細はなく、ソルヴァルドも名指されない。 
版本では、17世紀の『オーラヴ・トリュグヴァッソンのサガ』（スカールホルト、1689年）や、Fornmanna sögur シリーズの同王のサガ（1825年）、ベルンハルト・カーレ編本『キリスト教のサガ』（附：『ソルヴァルドの話』）（1905年）等がある。

## 生涯
伝説によれば、ソルヴァルド・コズラーンスソン（古ノルド語: Þorvaldr Koðránsson）はアイスランド北部のスカーガフィヨルズル付近で生まれたが、父コズラーン（Koðrán）からは兄弟より不遇に処された息子だった。しかし予言の巫女に、将来有望だと説得され、彼が家を出て立身できるよう元手の金銭を渡す。ソルヴァルドは海外に渡り、デンマーク王スヴェン1世に仕え、ヴァイキング行（信仰と略奪）に加わっていた。ソルヴァルドは情け深く、略奪品の分け前を、物入りな人や捕虜のために惜しまず使い、評判はよかった 。そしてザクセンに行き、フランク人の司教フリドレク（Friðrekr）にめぐり逢い、洗礼を受け受けて改宗した。そして司教の誘いを受け、通訳としてアイスランドを訪れ、布教（キリスト教化）を試みることになった。
サガなどによれば、ソルヴァルドは自分の父親コズラーンのキリスト教化にもかかわったとされる。コズラーンら親族一党は、石を神霊として祀って供犠していた。その神霊は、サガでは「年の男」（ármaðr）、「話」のなかでは父親により「占い男」（spámann）という名称で呼ばれており、予言のお告げ、行動や忌避の助言、家畜の守りなどをおこなうという。だがコズラーンは、もし司教がその石の神に勝利できれば、宗教を鞍替えしてもよい、と承知した。その精霊は、詩篇本を吟唱する司教に複数に渡り（3度）聖水を掛けられ、熱湯をかけられるような辛い思いをし、弱りはてて降参した。サガでは石そのものが「真っ二つになって割れた」とされる。
しかしこれ以外ではキリスト教の布教はいっこうに振るわなかった、北部の民会（シング）などで説法しても聞いてもらえず、同郷の異教徒らはソルヴァルトらを嘲笑した。アイスランド人は、ニーズ（侮辱、名誉喪失）のためスカルド詩人に作らせた詩をあびせかけ、ソルヴァルドと司教が性交して「九人の私生児を生めり」などと揶揄した。激怒したソルヴァルドが、2人の男を斬り殺す事態に発展した。これによってソルヴァルドらは、人里から追放され、拠点であった北部のライキャモウト（現代発音、Lækjamót）に4年ほどとどまった。しかし、追手が徒党を組んで襲撃し、986年ついにアイスランドを後にした。ノルウェーに達したが、へジン（Heðinn）という、反対派の急先鋒のひとりが追いついてきた。ソルヴァルドは奴隷に命じてへジンを殺させた。司教は、赦しの心がもてないソルヴァルドを見限ってここで訣別した。
サガによれば、そののちソルヴァルドはエルサレムに詣でたのち、ビザンツ帝国の首都ミクラガルズ（Miklagarðr、コンスタンティノープル）に到達し、当時の皇帝バシレイオス2世に謁見し、東方（Austurvegr、「バルトの地」と解される）すなわちルーシの地やガルザリーキ（北ロシア、キエフ大公国）に対するビザンツ全権大使に任ずるという勅命を与えられた。

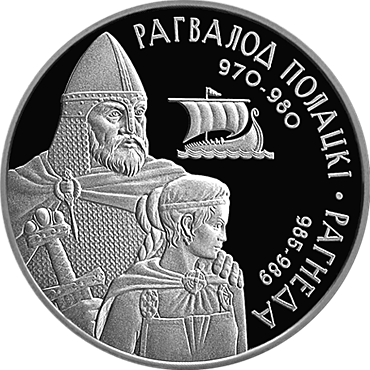
ログヴォロドと ログネダ

ソルヴァルドは同僚のステヴニル・ソルギルスソンと共にドニエプル川に沿って北上し、キエフを通過してポロツク公国（当時のポロツク公はログヴォロド）に到達した。ここでソルヴァルドは洗礼者ヨハネ大聖堂もしくは修道院を建立した。帰途についたがロシア内のパルテスキャ（Pallteskja、現今のベラルーシ北部のポラツク市）に近い場所で客死し、修道院に埋葬された。後にポロツクを訪れた「遠路の旅人」ブランド（Brandr hinn viðförli ）というスカルド詩人は、ソルヴァルドの遺体は、聖ヨハネ修道院の真上のドラヴニ（の丘・崖）にいる、という詩を吟じたが、このドラヴニ（Drafni、意綴り：Dröfn ）というのは、修道院の後ろに高くそびえる崖のこととされる。